# Asclepiade di Bitinia
Asclepiade di Bitinia (Prusa, 129 a.C. – 40 a.C.) è stato un medico greco antico.

## Biografia
Noto anche come Asclepiade di Prusa (o di Chio), nacque nella città di Prusa, in Bitinia, studiò ad Atene e ad Alessandria.
Fondò la scuola medica detta "metodica" e fu il primo a classificare le malattie in acute e croniche. Il suo allievo Celio Aureliano gli attribuì l'adozione della tracheotomia come terapia d'urgenza nella difterite.
Nel 91 a.C. era a Roma. Dopo aver esercitato come retore, continuò la sua attività di medico e furono suoi pazienti anche Cicerone, Crasso e Marco Antonio.
Morì in tarda età a Roma nel I secolo a.C.

## Pensiero
Medico autodidatta, fu un seguace della teoria atomistica di Democrito e in medicina si oppose alla teoria ippocratica dell'origine delle malattie causate da squilibri degli "umori". Ritenendo il corpo composto di atomi separati da spazi vuoti ("pori") dove si sarebbero mossi altri atomi, teorizzò che la malattia fosse causata dallo squilibrio tra atomi e pori: se questi ultimi erano troppo larghi causavano pallore e mancanza di forze, se erano troppo stretti rossore e calori.
I rimedi terapeutici si basavano su massaggi, bagni termali, passeggiate e musica, con il ricorso a farmaci o salassi solo in casi estremi.